# Municipalità locale di Msinga
Msinga è una municipalità locale (in inglese Msinga Local Municipality) appartenente alla municipalità distrettuale di Umzinyathi della provincia di KwaZulu-Natal in Sudafrica. 
In base al censimento del 2001 la sua popolazione è di 168.027 abitanti.
La sede amministrativa e legislativa è la città di Tugela Ferry e il suo territorio si estende su una superficie di 2.501 km² ed è suddiviso in 17 circoscrizioni elettorali (wards). Il suo codice di distretto è KZN244.

## Geografia fisica

### Confini
La municipalità locale di Msinga confina a nord con quella di Endumeni, a nord e a est con quella di Nquthu, a est con quella di Nkandla (UThungulu), a est e a sud con quella di Umvoti, a sud con quella di Mpofana (Umgungundlovu) e a ovest con quelle di Umtshezi e Indaka (Uthukela).

### Città e comuni
- Baso
- Bomvu
- Chunu
- Elandskraal
- Helpmekaar
- Khanyile
- Kate ‘s Drift
- Majozi
- Mawuzini
- Mthembu
- Mtungwa
- Ngome
- Ngubane
- Ngubevu
- Othame
- Pomeroy
- Qamu
- Qizi Mtshshali
- Tugela Ferry

### Fiumi
- Batshe
- Buffels
- Gubazi
- Isikhehlenga
- Loza
- Mangeni
- Mazabeko
- Mooi
- Nadi
- Nhlanyanga
- Sampofu
- Sundays
- Toleni
- Tolueni
- Totololo
- Tugela
- Umnlangana